# مجلس مناحيم دانيال

مناحيم صالح دانيال

أسرة صالح دانيل أسرة بغدادية قديمة من الأسر اليهودية في العراق، أصل هذه الأسرة من كرجستان (جورجيا حاليا)، اتخذت من بغداد وطنا وسكنت محلة التوراة اليهودية وأمتهنت مهنة التجارة وكانت على جانب من الثروة ونبغ منها مناحيم صالح دانيال حيث كان من فضلاء أسرته في عصره، وعرف بالأوساط التجارية واشتهر بآرائه الاقتصادية، وكان لهُ ميل كبير للاجتماع بالناس والتعرف عليهم، فاتخذ لهُ مجلساً في محلة رأس القرية على نهر دجلة غربي المحكمة الشرعية ببغداد، واستقبل في مجلسه أصدقائه من مختلف الطوائف، وكان حديث مجلسهِ لا يخرج عن أحاديث التجارة والاقتصاد، وكان لهُ علاقات تجارية مع أعيان البلد والحكومة في وقتها، وقد عين عضواً في مجلس الأعيان في العهد الملكي عام 1925م، وتوفى عام 1940م.
ومن هذه الأسرة الوجيه عزرة مناحيم صالح الذي حاز على ثقة حكام العهدين العثماني والملكي، فعين عضواً في مجلس الأعيان عدة مرات بعد وفاة والده مناحيم دانيل إلى أن توفى في 13 آذار 1953م. وكان لهُ مجلس في محلة السنك على نهر دجلة، يناقش فيه مشاكل التجارة والاقتصاد، ويختلف إليه الكثير من أهل التجارة ومن مختلف الطبقات الاجتماعية.